# Neon Rose
Neon Rose var ett svenskt hårdrockband från Stockholm, bildat 1970 som Spider och splittrat 1975. 
Neon Rose har gett ut tre album: A Dream of Glory and Pride 1974, Two 1974 och Reload 1975. Medlemmarna på de två första skivorna var Roger Holegård (sång och gitarr), Piero Mengarelli (gitarr), Gunnar Hallin (gitarr), Benno Mengarelli (bas) och Stanley Larsson (trummor). Gunnar Hallin blev permanent medlem på andra skivan och Holegård lade då kompgitarren på hyllan och koncentrerade sig på sången. Stanley Larsson ersattes av Thomas Wiklund på tredje skivan.
Gruppens samtliga LP-skivor finns även utgivna på CD. År 2000 gavs en CD ut med de bästa låtarna från de tre skivorna. Skivan innehöll även två nyinspelade spår. Någon formell återförening har dock inte skett. Sista livekonserten som gruppen genomförde var i december 1975 på Jarlateatern i Stockholm.
Utöver ett relativt stort antal spelningar under eget namn spelade man bland annat som förband till Dr Hook och Nazareth. Två av medlemmarna har efter att bandet splittrades spelat tillsammans med Magnus Uggla En av dom var Kenta Krull/Kenneth Dahlgren.
2005 återutgav Vertigo bandets tre album på CD, alla med bonusmaterial.
År 2015 skapades en ny version av Neon Rose kallad "chapter 3" av Piero Mengarelli, som enda kvarvarande originalmedlem i bandet. Bandet har spelat in en ny skiva och ett antal konserter är inplanerade under 2016, bland annat på "Sweden Rock". Debutgig skedde på Debaser Strand i januari -16. I november samma år hoppade basisten av men ersattes och i december tillkom en ny sångare, dock så splittrades bandet definitivt under 2017.

## Originalmedlemmar
- Piero Mengarelli
- Benno Mengarelli
- Roger Holegård
- Kenneth Dahlgren (Kenta Krull)

## Diskografi
Studioalbum
- 1974 – Two
- 1974 – A Dream of Glory and Pride
- 1975 – Reload

Singlar

1974 Sensation.
- 1975 – "A Man's Not A Man" / "Dead Eyes"

Samlingsalbum
- 2000 – Dust A Rust And...